# Licania urceolaris
Licania urceolaris är en tvåhjärtbladig växtart som beskrevs av Joseph Dalton Hooker. Licania urceolaris ingår i släktet Licania och familjen Chrysobalanaceae. Inga underarter finns listade i Catalogue of Life.